# Ken Kavanagh
. 

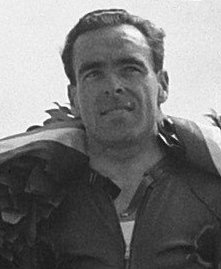
Ken Kavanagh

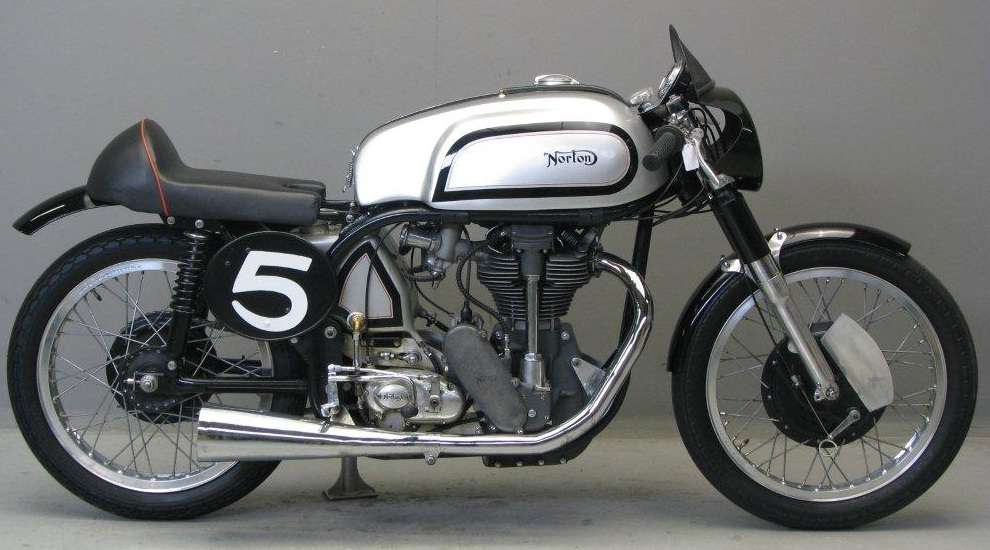
Norton 30M Manx 500 cc uit 1952

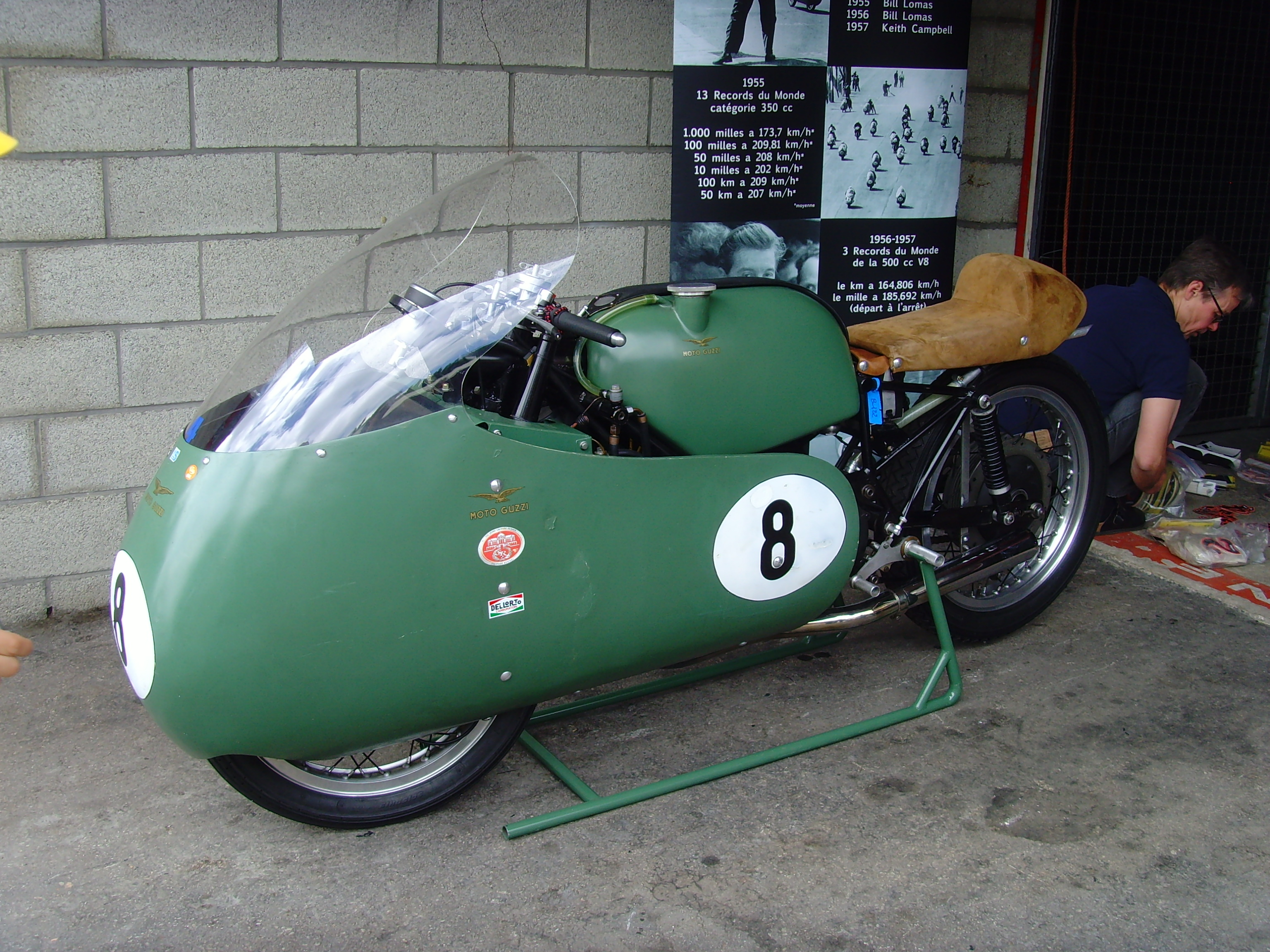
Moto Guzzi Monocilindrica 350

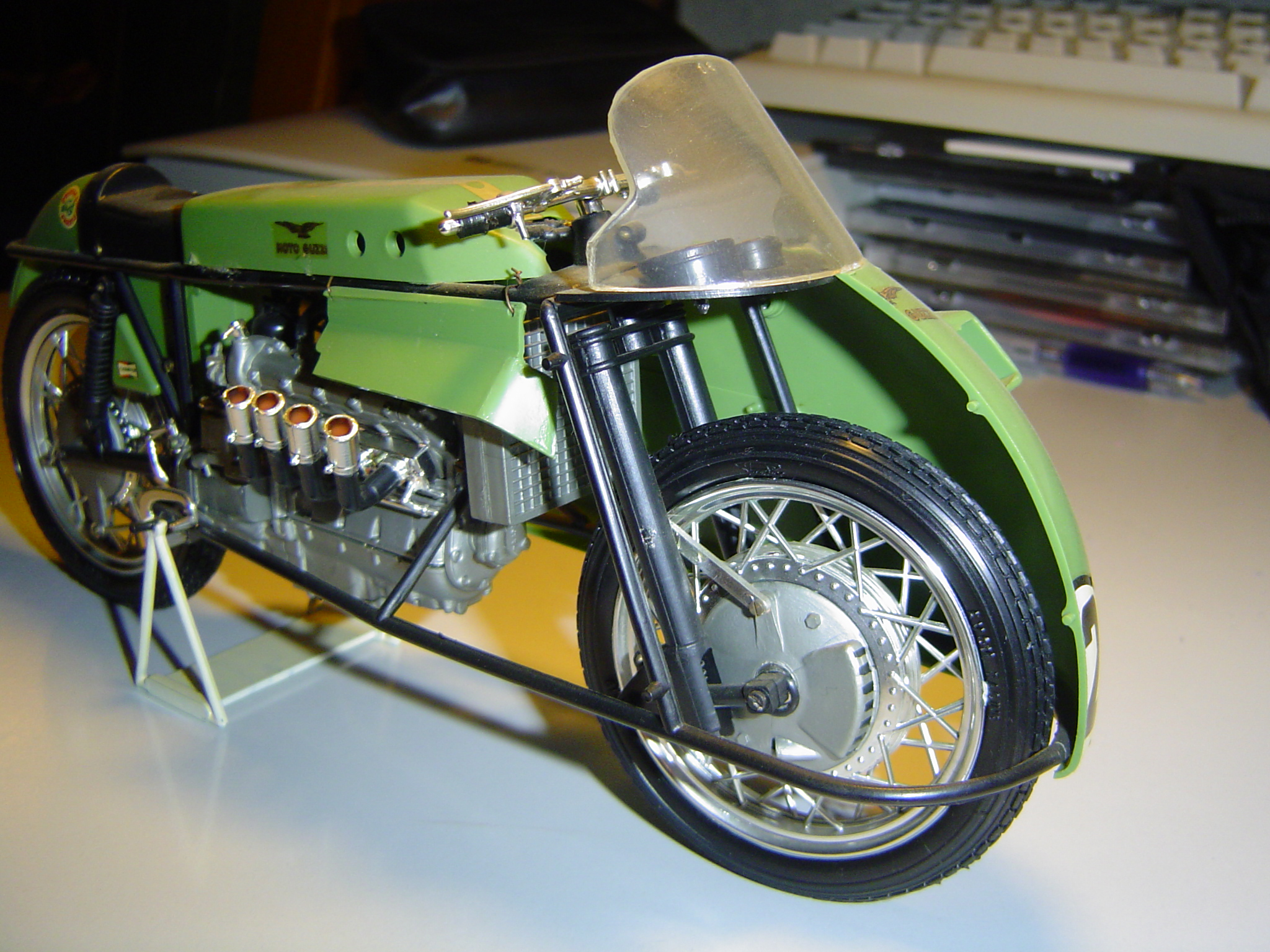
Schaalmodel van de Moto Guzzi Quattro Cilindri in zijn laatste uitvoering (1954)

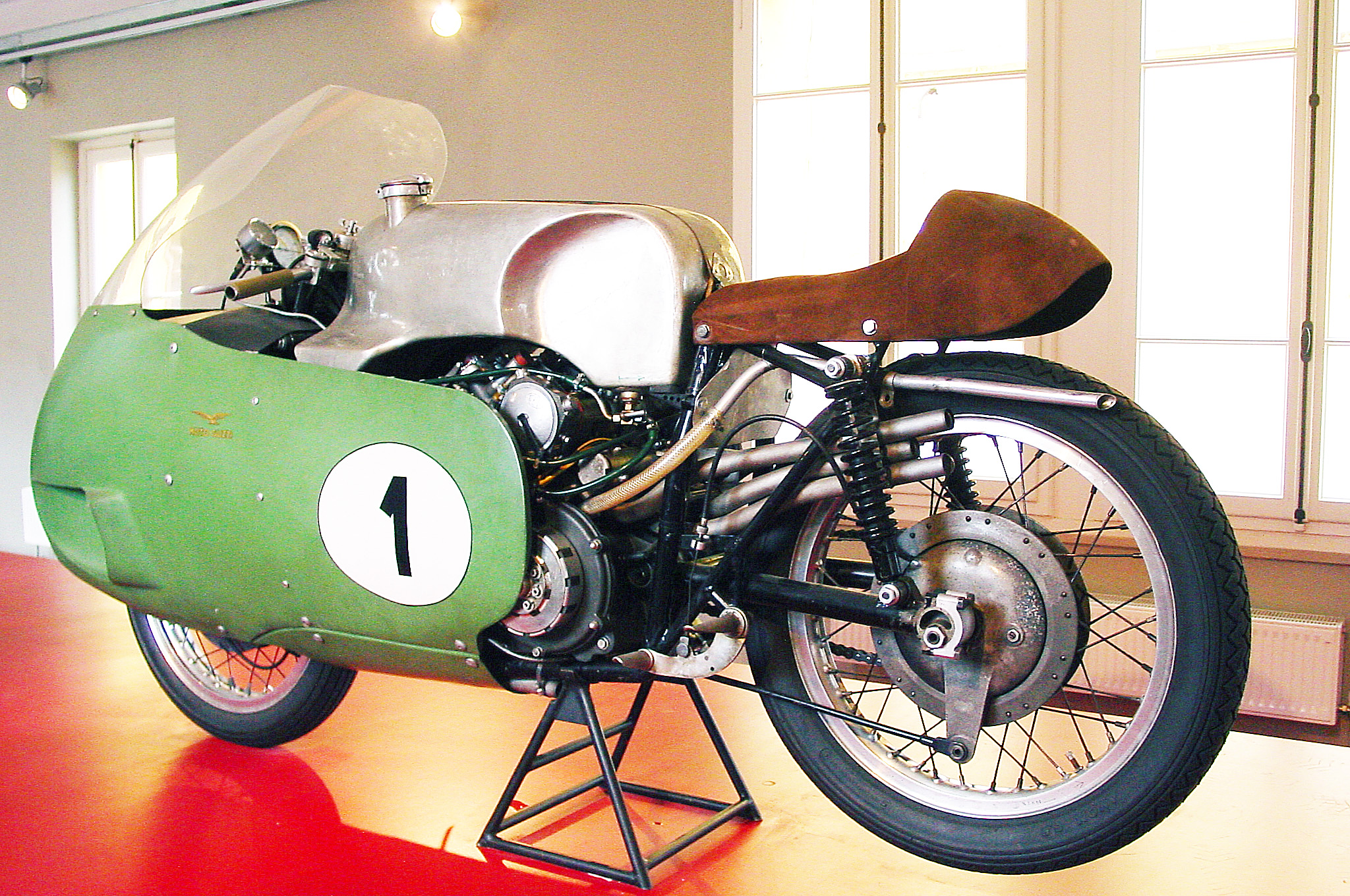
500cc Moto Guzzi Otto Cilindri

Thomas Kenrick "Ken" Kavanagh, (Melbourne, 12 december 1923 — Bergamo, 26 november 2019) was een Australisch motorcoureur die deelnam aan het wereldkampioenschap wegrace

## Loopbaan
Zijn beste seizoen was 1953, toen hij met een Moto Guzzi viercilinder derde werd in het wereldkampioenschap in de 500 cc klasse.
Ken Kavanagh begon zijn racecarrière in de TT van Man van 1951. Gedurende zijn hele carrière vond hij de TT de belangrijkste race, die hij nooit oversloeg. In zijn eerste jaar viel hij zowel in de 350 cc Junior TT als de 500 cc Senior TT uit. Het is niet zeker dat Ken Kavanagh toen als fabrieksrijder voor Norton was, maar hij testte al heel vroeg in de jaren vijftig Norton racemotoren samen met Stanley Dibben. Hij won in 1951 de internationale 350 cc race op de Schottenring.
In het seizoen 1952 won hij zijn eerste WK-race, de 350 cc Ulster Grand Prix. In de Grand Prix van Zweden won hij zowel de 350- als de 500 cc klasse, maar deze GP telde niet mee voor het wereldkampioenschap.
In het seizoen 1953 stond Kavanagh zeker onder contract bij Norton. Hij won opnieuw de Ulster Grand Prix, dit keer in de 500 cc klasse, en ook de 500 cc Zweedse Grand Prix. In de allerlaatste WK-race, de Grand Prix van Spanje, bood Moto Guzzi hem een Bialbero 250 aan, waarmee hij prompt tweede werd.
In het seizoen 1954 had Moto Guzzi behoefte aan coureurs die de Snaefell Mountain Course kenden. Dit 60 km lange stratencircuit was het toneel van de TT van Man en men wilde commerciële successen boeken door daar wedstrijden te winnen. Daarom werd Ken Kavanagh aangetrokken om Fergus Anderson te ondersteunen. Ze moesten zich met de Moto Guzzi Monocilindrica 350 en de Moto Guzzi Quattro Cilindri op de 350- en de 500 cc klassen richten, de Bialbero 250 kwam slechts sporadisch aan de start. De Monocilindrica (eencilinder) was een toonbeeld van eenvoud, die het moest opnemen tegen andere eencilinders als de AJS Boy Racer en de Norton Manx. De Quattro Cilindri (viercilinder) was veel ingewikkelder. Die had een watergekoelde, langsgeplaatste lijnmotor, brandstofinjectie en cardanaandrijving. De machine was tamelijk onhandelbaar en er werd geen enkele race mee gewonnen, maar Ken Kavanagh wist er toch derde in de eindstand mee te worden. Hij won met de Monocilindrica wel de Grand Prix van België, maar in die klasse werd Fergus Andersson wereldkampioen.

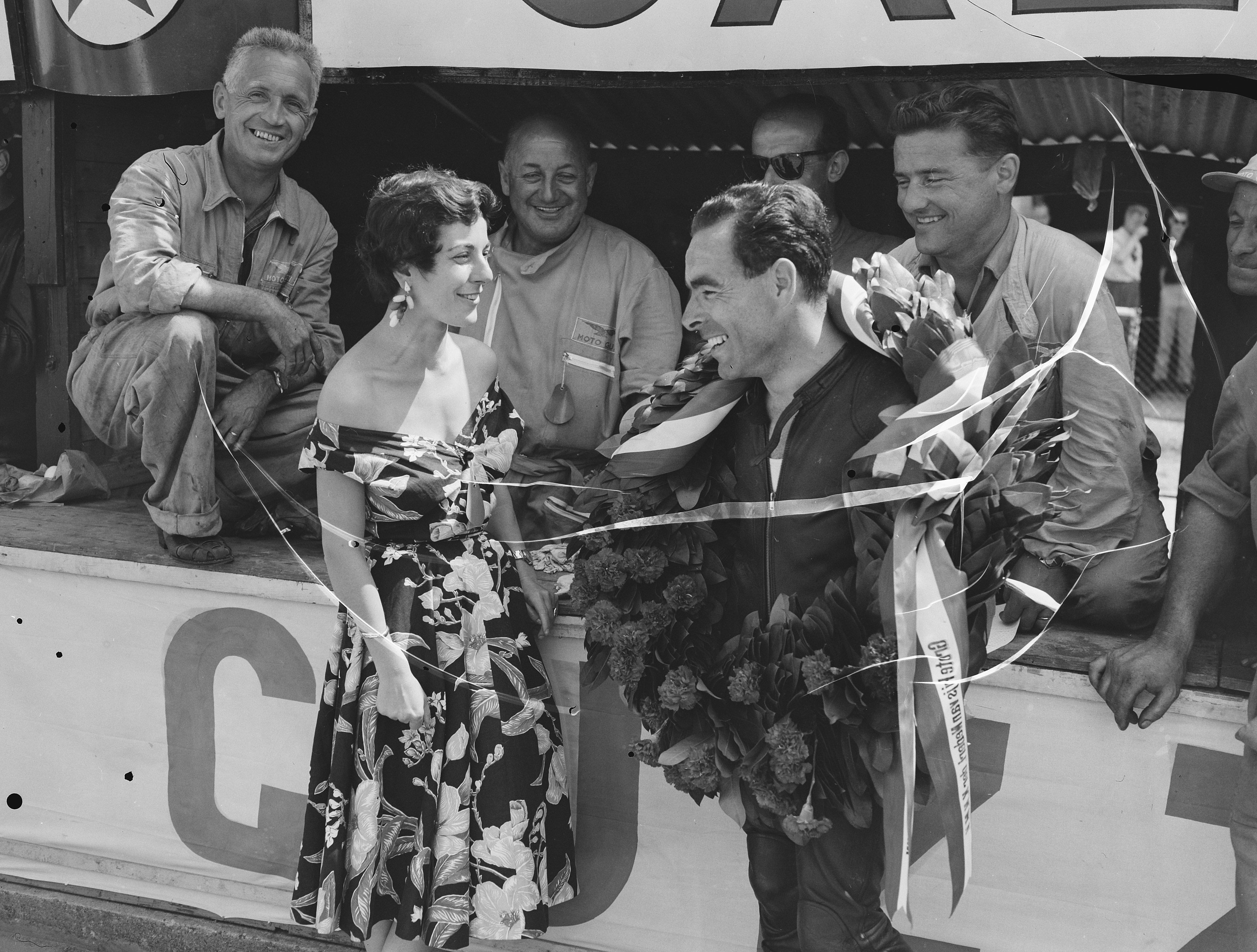
Huldiging van Ken Kavanagh na winst in de TT van Assen

In het seizoen 1955 werd Fergus Anderson gepromoveerd tot teammanager van Moto Guzzi en in zijn plaats kwamen Bill Lomas en Dickie Dale over van het team van MV Agusta. Men werkte hard aan een nieuwe 500 cc racer, de spectaculaire Moto Guzzi V8. In de 350 cc klasse ging het uitstekend: De Monocilindrica was praktisch onverslaanbaar en Lomas werd wereldkampioen, Dale tweede en Kavanagh vierde. Kavanagh won de TT van Assen en de internationale Solituderennen. In de 500 cc klasse ging het echter helemaal niet goed. De V8 was voorlopig nog een project en er werd gereden met de Monocilindrica 500, die helemaal niet was opgewassen tegen de Gilera 500 4C en zelfs niet tegen de ook niet al te snelle MV Agusta 500 4C. Bill Lomas wist de Ulster Grand Prix te winnen, maar daar kwamen Gilera en MV Agusta dan ook niet aan de start.
In het seizoen 1956 zou de V8 moeten debuteren. Ken Kavanagh reed er in de voorbereiding een nieuwe recordronde van 199 km per uur gemiddeld mee op de Hockenheimring, maar hij vond de machine te gevaarlijk en weigerde ermee in de GP's te starten. Fergus Anderson was al hard met de machine gevallen en Bill Lomas had in Senigallia een flinke hoofdwond opgelopen. In dit jaar won Ken Kavanagh de Junior TT met de Monocilindrica 350. Hij startte slechts enkele malen in de 500 cc klasse. 

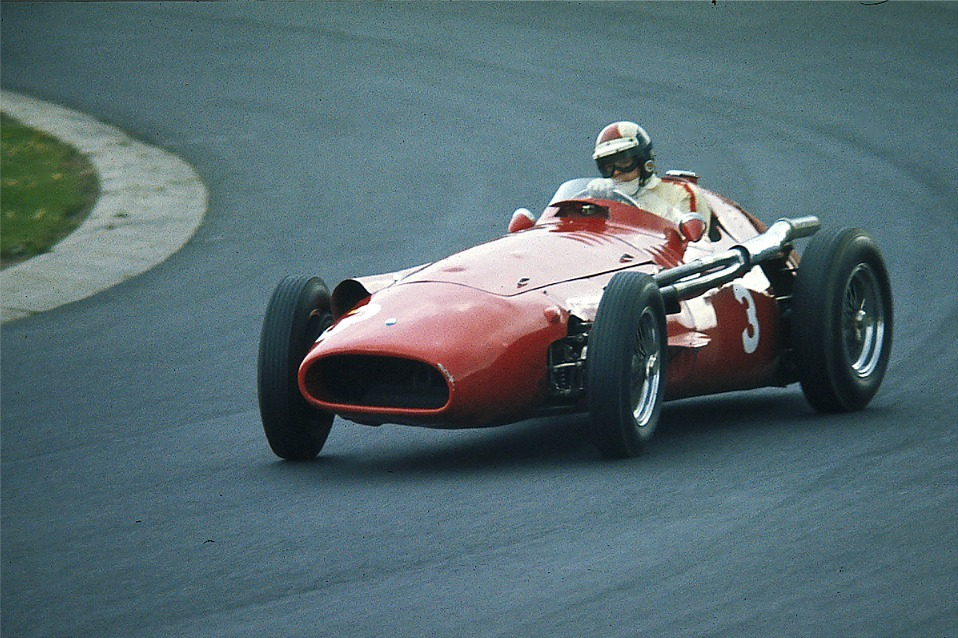
Maserati 250F

Ken Kavanagh besloot zijn motorcarrière te beëindigen en zich voor te bereiden op een nieuwe loopbaan in de Formule 1. In 1958 nam hij met zijn eigen Maserati 250F aan twee Formule 1 Grands Prix deel. In Monaco wist hij zich niet te kwalificeren en de Grand Prix van België miste Kavanagh doordat hij zijn motor tijdens de training opblies, nadat hij zich als 20e van 28 deelnemers had gekwalificeerd
In het seizoen 1959 begon hij weer met motorfietsen te racen. Aan een fabriekscontract was niet te denken: BMW, Norton, Moto Guzzi, FB Mondial en Gilera waren gestopt met racen en er waren veel coureurs die als privérijder verder moesten. Ken Kavanagh kocht een Ducati 125 Gran Sport Bialbero en twee Nortons, waarmee hij in het WK startte. Met de Ducati ging dat best aardig: Hij won de Grand Prix van Finland, die geen WK-status had, en scoorde in het wereldkampioenschap bijna in elke race punten. Tegen de MV Agusta 125 Bialbero's van Carlo Ubbiali en Tarquinio Provini was het machientje echter kansloos. Met de Nortons viel hij bijna elke keer uit, maar hij werd vierde in de 500 Formula One TT, die hij kennelijk boven de Senior TT verkoos en ook vierde in de 500 cc Grand Prix van Duitsland.
In 1960 sloot hij zijn carrière af. Hij reed nog enkele wedstrijden met 125- en 350 cc Ducati's, maar in het wereldkampioenschap haalde hij geen enkele keer de eindstreep.
Kavanagh werd 95 jaar oud.

## Resultaten wereldkampioenschap wegrace
(Races cursief geven de snelste ronde aan)
| Jaar                      | Klasse | Team       | Motorfiets                    | 1       | 2       | 3       | 4       | 5       | 6       | 7       | 8       | 9       | Punten | Plaats | Overwinningen |
| ------------------------- | ------ | ---------- | ----------------------------- | ------- | ------- | ------- | ------- | ------- | ------- | ------- | ------- | ------- | ------ | ------ | ------------- |
| 1951                      | 350 cc | Privé      | Norton 40M Manx               | SPA -   | ZWI -   | IOM DNF | BEL 3   | NED -   | FRA -   | ULS 2   | NAT 2   |         | 16     | 4e     | 0             |
| 1951                      | 500 cc | Privé      | Norton 30M Manx               | SPA -   | ZWI -   | IOM DNF | BEL -   | NED -   | FRA -   | ULS 2   | NAT DNF |         | 6      | 9e     | 0             |
| 1952                      | 350 cc | Norton     | 40M Manx                      | ZWI -   | IOM DNF | NED 5   | BEL -   | DUI 2   | ULS 1   | NAT -   |         |         | 16     | 5e     | 1             |
| 1952                      | 500 cc | Norton     | 30M Manx                      | ZWI -   | IOM 32  | NED 3   | BEL -   | DUI 2   | ULS DNF | NAT -   | SPA -   |         | 14     | 6e     | 0             |
| 1953                      | 250 cc | Moto Guzzi | Bialbero 250                  | IOM -   | NED -   |         | DUI -   |         | ULS -   | ZWI -   | NAT -   | SPA 2   | 6      | 6e     | 0             |
| 1953                      | 350 cc | Norton     | 40M Manx                      | IOM 2   | NED 3   | BEL 5   |         | FRA -   | ULS -   | ZWI 2   | NAT -   |         | 18     | 4e     | 0             |
| 1953                      | 500 cc | Norton     | 30M Manx                      | IOM DNF | NED 3   | BEL 4   |         | FRA -   | ULS 1   | ZWI DNF | NAT -   | SPA DNF | 18     | 4e     | 1             |
| 1954                      | 250 cc | Moto Guzzi | Bialbero 250                  | FRA -   | IOM DNF | ULS -   |         | NED 4   | DUI -   | ZWI -   | NAT -   |         | 3      | 13e    | 0             |
| 1954                      | 350 cc | Moto Guzzi | Monocilindrica 350            | FRA -   | IOM DNF | ULS -   | BEL 1   | NED -   | DUI DNF | ZWI 2   | NAT 3   | SPA DNF | 18     | 4e     | 1             |
| 1954                      | 500 cc | Moto Guzzi | Quattro Cilindri              | FRA -   | IOM DNF | ULS -   | BEL 2   | NED DNF | DUI 4   | ZWI DNF | NAT 6   | SPA 2   | 16     | 3e     | 0             |
| 1955                      | 350 cc | Moto Guzzi | Monocilindrica 350            |         | FRA -   | IOM DNF | DUI 5   | BEL DNF | NED 1   | ULS -   | NAT 3   |         | 14     | 4e     | 1             |
| 1955                      | 500 cc | Moto Guzzi | Monocilindrica 500            | SPA DNF | FRA -   | IOM 3   | DUI -   | BEL -   | NED -   | ULS -   | NAT -   |         | 4      | 12e    | 0             |
| 1956                      | 350 cc | Moto Guzzi | Monocilindrica 350            | IOM 1   | NED 5   | BEL DNF | DUI DNF | ULS DNF | NAT DNF |         | 14      | 4e      | 1      |        |               |
| 1957 - 1958 geen deelname |        |            |                               |         |         |         |         |         |         |         |         |         |        |        |               |
| 1959                      | 125 cc | Privé      | Ducati 125 Gran Prix Bialbero |         | IOM DNF | DUI -   | NED 6   | BEL 5   | ZWE 5   | ULS 4   | NAT -   |         | 8      | 8e     | 0             |
| 1959                      | 350 cc | Privé      | Norton 40M Manx               | FRA -   | IOM DNF | DUI DNF |         |         | ZWE -   | ULS -   | NAT -   |         | 0      | -      | 0             |
| 1959                      | 500 cc | Privé      | Norton 30M Manx               | FRA -   | IOM -   | DUI 4   | NED DNF | BEL DNF |         | ULS -   | NAT -   |         | 3      | 11e    | 0             |
| 1960                      | 125 cc | Privé      | Ducati 125 Gran Prix Bialbero |         | IOM DNF | NED -   | BEL -   | DUI -   | ULS -   | NAT -   |         | 0       | -      | 0      |               |
| 1960                      | 350 cc | Privé      | Ducati                        | FRA -   | IOM -   | NED -   |         | ULS -   | NAT DNF |         | 0       | -       | 0      |        |               |

## Formule 1-resultaten
| Jaar | Team         | Chassis       | Motor    | 1   | 2       | 3   | 4   | 5       | 6   | 7   | 8   | 9   | 10  | 11  | Plaats | Punten |
| ---- | ------------ | ------------- | -------- | --- | ------- | --- | --- | ------- | --- | --- | --- | --- | --- | --- | ------ | ------ |
| 1958 | Ken Kavanagh | Maserati 250F | Maserati | ARG | MON DNQ | NED | 500 | BEL DNS | FRA | GBR | DUI | POR | ITA | MAR | -      | 0      |